# ۶۳۱ (پیش از میلاد)
۶۳۱ (پیش از میلاد) ۶۳۱مین سال قبل از تقویم میلادی است.